# Улица Александра Конисского (Киев)
Улица Александра Конисского — улица в Шевченковском районе города Киева, местность Солдатская слободка. Пролегает от улицы Олеся Гончара до улицы Сечевых Стрельцов.
Примыкают улицы Бульварно-Кудрявская, Павловская и Полтавская.

## История
Улица была проложена в период между 1838 и 1849 годами под названием Ивановская. Название в честь русского писателя Ивана Тургенева с 1903 по 2022 года. Современное название в честь украинского писателя Александра Конисского — с 2022 года.

## Застройка
На улице Александра Конисского сохранились сооружения конца XIX — начала XX вв.
| Номер дома | Наименование                                                                               | Примечание                         |
| ---------- | ------------------------------------------------------------------------------------------ | ---------------------------------- |
| 1/90       | жилой дом (конец XIX — начало XX в.)                                                       | на углу с ул. Олеся Гончара        |
| 14/47      | жилой дом (конец XIX — начало XX в.)                                                       | на углу с ул. Бульварно-Кудрявской |
| 19         | жилой дом (1901 гг.) в стиле историзм. Архитектор И. Агуров                                |                                    |
| 20         | жилой дом в стиле историзм (1899 год). Архитектор Н. Яскевич                               |                                    |
| 21         | жилой дом (конец XIX — начало XX в.)                                                       |                                    |
| 22         | Усадьба Малинина — жилой дом (конец XIX в.)                                                |                                    |
| 23         | жилой дом (флигель) в кирпичном стиле (конец XIX — начало XX в., надстройка начало XXI в.) |                                    |
| 26         | жилой дом (флигель) в стиле модерн (начало XX в., надстройка начало XXI в.)                |                                    |
| 27         | жилой дом (флигель) в стиле модерн, построенный в 1910-е годы                              |                                    |
| 30         | жилой дом в стиле историзм (1890-е годы)                                                   |                                    |
| 32-А       | жилой дом в стиле историзм (вторая половина XIX в.)                                        |                                    |
| 35-А, 35-Б | усадьба состоит из главного здания и флигеля, построенных в начале XX в. в стиле историзм  |                                    |
| 40         | жилой дом (конец XIX в.)                                                                   |                                    |
| 43         | жилой дом в стиле историзм (начало XX в.)                                                  |                                    |
| 55         | жилой дом в стиле модерн (1914—1915 гг.)                                                   |                                    |
| 57         | жилой дом (флигель) в стиле модерн (начало XX в.)                                          |                                    |
| 60         | жилой дом, построенный в стиле модерн по проекту инженера А. Феокриту (начало 1910-х гг.)  |                                    |
| 65         | жилой дом, построенный в 1899 году архитектором К. Шиманом                                 |                                    |
| 77         | жилой дом, построенный в стиле неоренессанса в начале 1900-х лет                           |                                    |
| 79         | жилой дом в стиле неоренессанс (1905 год)                                                  |                                    |
| 80         | жилой дом в стиле историзм (начало XX в.)                                                  |                                    |
| 81         | жилой дом в стиле модерн (1911 год)                                                        |                                    |

## Личности
- В доме № 26, кв. 17 в дореволюционные годы проживала российская революционерка, а затем советская экономистка, политзаключённая Вера Васильевна Бухарцева (1895—1937).
- В доме № 31 (сейчас уже под № 35) с 1908 года по 1910 год жил Королёв Сергей Павлович — советский ученый, конструктор ракетно-космических систем[2], председатель Совета главных конструкторов СССР (1950—1966). Академик АН СССР (1958).
- В доме № 40 жил ихтиолог и гидробиолог, директор Биологической Станции Всеукраинской Академии Наук Дмитрий Евстафьевич Белинг.
- В доме № 40 во время своего визита в Киев в июне 2001 года жил Папа Римский Иоанн Павел II.
- В доме № 58 в 1917 году проживала советская партийная деятельница Евгения Бош.
- В доме № 65 в 1918—1923 годах жил писатель и общественный деятель Пётр Стебницкий.
- В доме № 68 , кв. 10 в 1920-е гг. жил русский поэт-авангардист Игорь Владимирович Юрков.
- В доме № 70, кв. 10 в 1930-е гг. жил энтомолог Евгений Васильевич Зверезомб-Зубовский.
- В доме № 81 с 1915 года по 1953 год жила писательница и деятель украинского театра София Тобилевич.
- В доме № 83/85 в 1970—1997 годах жил академик АПН УССР Константин Кульчицкий.

Коллективы, заведения
- В доме № 8 в 1864—1915 годах располагалась редакция журнала «Киевский народный календарь».
- В доме № 9 в 1911—1912 годах располагалась редакция журнала «Пашня».
- В доме № 77 в послевоенные годы располагался иудейский молитвенный дом.

## Памятники и мемориальные доски
- Д. № 11 — памятник Героям Небесной Сотни[3].
- Д. № 81 — мемориальная доска в честь Софии Тобилевич. Открыто 8 июля 1958 года, мрамор, архитектор В. И. Путевой. В 1984 году доска была заменена на гранитную.
- Д. № 83/85 — мемориальная доска в честь академика Константина Кульчицкого.
- Д. № 40 — памятник Папе Римскому Иоанну Павлу II. Установлен в 2002 году, скульптор Борис Довгань, архитектор Флориан Юрьев.

## Учреждения
- Общественная библиотека им. Леси Украинки (д. № 83)
- Украинский государственный институт по проектированию предприятий рыбного хозяйства и промышленности (д. № 82-А)
- Трест «Укрглаврыба» (д. № 82-А)
- Главное управление статистики в. Киеве (д. № 71)
- Дата-центр Укртелекома (д. № 59)
- Консульство Новой Зеландии (д. № 45-49)
- Апостольская нунциатура — Посольство Ватикана (д. № 40)
- Институты Укргигрогорпромгаз и Укрнииинжпроект (до 1990-х гг.) (д. № 38)
- Официальное представительство Кастрол ЦBE в Украине (до 2000-х гг.) (д. № 38)
- Центральное художественное конструкторско-технологическое бюро ПТО «Украинские промыслы» Украинского государственного концерна местной промышленности «Укрместпром» (до 1990-х гг.) (д. № 25)
- Конвеншн-Центр «Рада» (до 2000-х гг.) (д. № 25)
- Посольство Королевства Нидерланды в Украине (до 2000-х гг.) (д. № 21)
- Городской психоневрологический диспансер № 1 (д. № 20)
- Киевское предприятие вычислительной техники и электроники (1976—1991) (д. № 14)
- Гуманитарный корпус НПУ им. М. П. Драгоманова (д. № 8)

(строительство началось в кон. 1950-х. Исходно строился как здание НИИ сахарной промышленности, но после заключения СССР долговременных соглашений о закупке тростникового сахара в странах Латинской Америки, строящееся здание было передано под размещение Киевского педагогического института)
- Колледж «Бакаляр» (д. № 8/14)
- Киевский институт физической культуры (д. № 3/9)
- «Мюзик-холл» (д. № 3/9)
- «Деникинский» дом (д. № 1/9)

(своё неофициальное название дом получил поскольку по городской легенде здесь проживала племянница Главнокомандующего Вооружёнными Силами Юга России генерала А. И. Деникина, которую он согласно городской легенде навещал после освобождения Киева войсками Белой Армии в 1919 году)